# Бальдандерс
Бальдандерс (нем. Baldanders, от bald — «скоро», и anders — «другой») — существо из немецкого литературного мифа, обладающее крайне изменчивыми свойствами. Визуализируется как ряд чудовищ во временной последовательности.

## Происхождение и описания
Первоначально, Бальдандерс — литературное творение Ганса Сакса (1494—1576), созданное им по образу Протея. Согласно описанию Сакса, бальдандерсы — это существа, которые символизируют постоянные изменения в природе и обществе, а также важность ознакомления с обычным, повседневным с иной точки зрения.
Позднее Бальдандерс был изображён в плутовском романе Ганса Гриммельсгаузена «Симплициссимус», (1669). По сюжету, в лесной чаще главный герой натыкается на каменную статую, которую он принимает за древнего германского идола. Он прикасается к статуе, и та рассказывает ему, что она — Бальдандерс, «а посему принимает облик то человека, то дуба, то свиньи, то жирной колбасы, то поля с клевером, то навоза, то цветка, то цветущей ветки, то шелковицы, то шёлкового ковра и многих других вещей и существ, а также опять-таки человека». В облике человека Бальдандерс учит Симплициссимуса науке «беседы с вещами, которые по природе своей немы, вроде стульев и скамей, горшков и сковород»; и пишет слова из «Откровения Иоанна Богослова»: «Я есмь начало и конец», каковые являются ключом к зашифрованной грамоте, в которой Бальдандерс передаёт герою свои наставления. Бальдандерс Гриммельсгаузена утверждает, что его эмблема — непостоянная луна.
Гриммельсгаузен не только дополнил литературный образ Бальдандерса, он также изобразил его на титульном листе первого издания романа в виде существа с головою сатира, торсом человека, раскрытыми крыльями птицы и рыбьим хвостом. Одна нога у этого существа козлиная, вторая — с когтями грифа, ими оно попирает кучу масок, символизирующих различные облики, которые Бальдандерс принимает. На поясе у него меч, в руках раскрытая книга, в которой Бальдандерс показывает изображения короны, парусного судна, кубка, башни, ребёнка, пары игральных костей, шутовского колпака с бубенцами и пушки.

## Упоминания в современной культуре
•	В бестиарии Хорхе Луиса Борхеса «Книга вымышленных существ».
•	В «Книге Нового Солнца» Джина Вулфа (основано на описании Борхеса).
•	В третьей книге Fable из серии UnEnchanted, автор Chanda Hahn.
•	В манге Кадзухиро Фудзиты «Ushio to Tora».
•	Бальдандерс — постоянный персонаж выходящего раз в две недели веб-комикса по альтернативной истории What Happened When, созданного Эндрю Скоттом и Карлосом Мороте.
•	В японской видеоигре Curse для Sega Mega Drive игрок управляет звёздным истребителем Baldanders, созданным с помощью древней инопланетной супертехнологии.
•	В игре Puyo Puyo Fever 2 для PlayStation 2 есть персонаж, который представляет собой большую собаку в рыцарских доспехах по имени Бальдандерс.
•	В игре Final Fantasy XIII Бальдандерс — антагонист и фал’си, изображающий из себя человека по имени Галент Дизли; в английском переводе его имя латинизировано как Barthandelus.
•	В японской пошаговой стратегии Karudoseputo Бальдандерс — это существо, которое временно превращается в другое случайное существо каждый раз, когда сражается.
•	На основе творчества Ганса Сакса немецкая фолк-рок-группа Ougenweide сочинила песню Bald Anders (альбом Ohrenschmaus, 1976).